# Hoeselt
Hoeselt (lim. Hoeiselt) – gmina (gemeente) w Belgii, w Regionie Flamandzkim, w prowincji Limburgia, w okręgu Tongeren. 1 stycznia 2024 roku liczyła 10 080 mieszkańców.  

## Podział administracyjny
W skład gminy wchodzą cztery dzielnice (deelgemeente):
- Romershoven
- Schalkhoven
- Sint-Huibrechts-Hern (Hern-Saint-Hubert)
- Werm

## Demografia
- Źródła:NIS, :od 1806 do 1981= według spisu; od 1990 liczba ludności w dniu 1 stycznia

1 stycznia 2024 całkowita populacja Hoeselt liczyła 10 080 osób. Łączna powierzchnia gminy wynosi 30,01 km², co daje gęstość zaludnienia 335 mieszkańców na km².